# Lägern
Le Lägern est un anticlinal du massif du Jura situé à cheval sur les cantons suisses d'Argovie et de Zurich, et culminant à 866 m d'altitude dans ce dernier, au Alt Lägern. Son point le plus haut dans le canton d'Argovie est le Burghorn, à 859 m. Le Hochwacht (853 m), à l'est du Alt Lägern dans le canton de Zurich, est le point le plus haut accessible en voiture. Le massif du Lägern est orienté d'est en ouest. La ville argovienne de Baden se trouve à son extrémité ouest. Un chemin de randonnée pédestre sur la crête relie Dielsdorf à Baden en quatre heures environ.

## Géographie

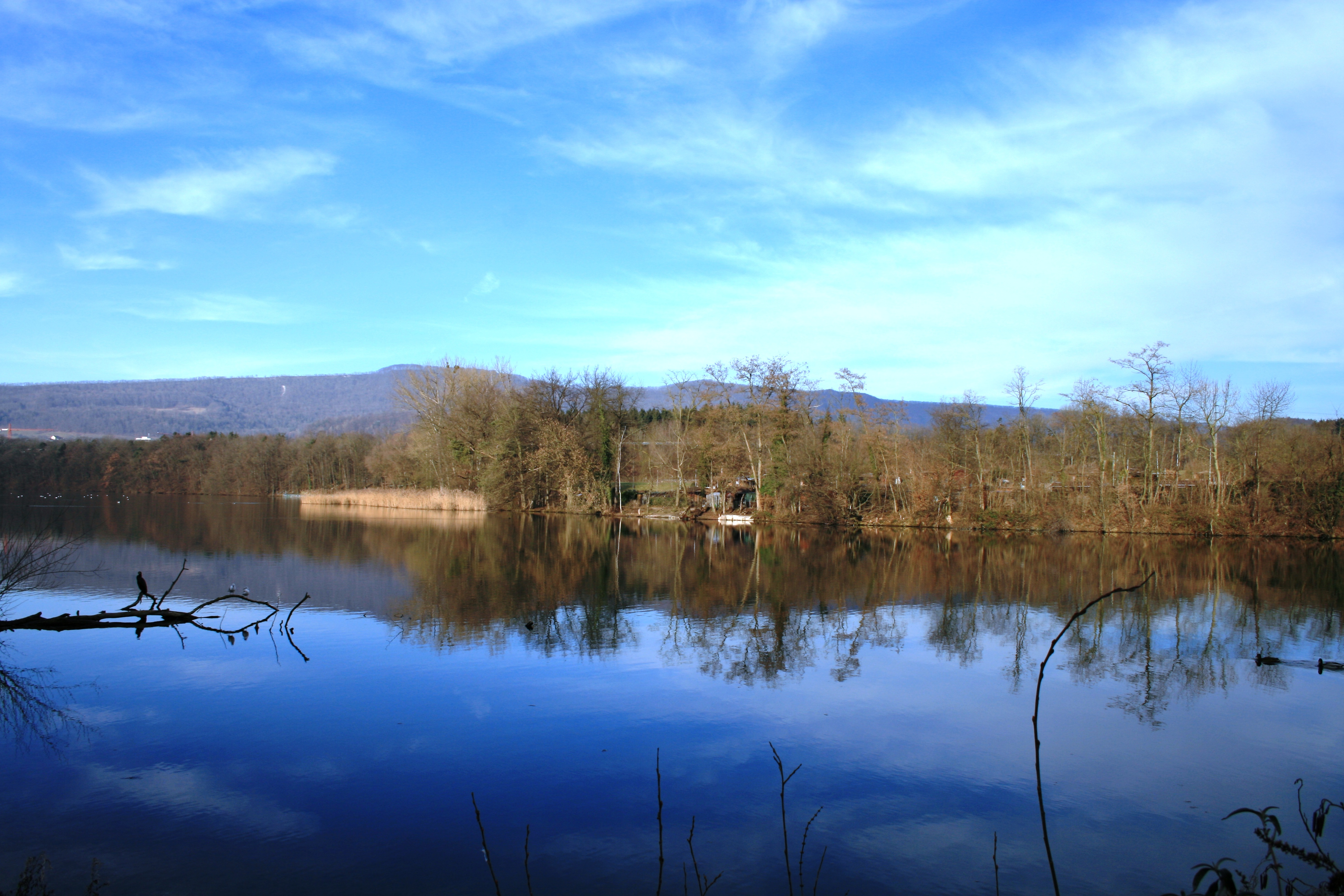
Vue sur la face sud du Lägern.

Le Lägern est le pli le plus oriental du massif jurassien au sens propre, ce qui exclut les plateaux du Jura souabe et du Jura franconien situés plus à l'est, en Allemagne. Le Lägern est situé à 10 km au nord-ouest de Zurich.